# Besenthal
Besenthal este o comună din landul Schleswig-Holstein, Germania. Se află la o altitudine de 29 m deasupra nivelului mării. Are o suprafață de 12,65 km². Populația este de 89 locuitori, determinată în 30 septembrie 2019, prin actualizare statistică[*].
1. ↑  Alle politisch selbständigen Gemeinden mit ausgewählten Merkmalen am 31.12.2018 (4. Quartal) (în germană), Statistisches Bundesamt[*], arhivat din original la 10 martie 2019, accesat în 10 martie 2019
2. 1 2  GeoNames